# Sezona Velikih nagrad 1938
Sezona Velikih nagrad 1938 je bila šesta sezona Evropskega avtomobilističnega prvenstva.

## Poročilo

### Nova pravila
Oktobra 1936 so bila sprejeta nova pravila, ki naj bi veljala v sezonah 1938, 1939 in 1940. Delovna prostornina je bila omejena med 666 in 3000 cm³ za superkompresorske motorje, za atmosferske pa med 1000 in 4500 cm³. Glede na delovno prostornino motorja je nato določena maksimalna masa dirkalnika, ki je med 450 in 850 kg, brez goriva, olja in hladilne vode. Izbira goriva je bila prosta. 
Cilj pravil je bil, da bi imeli vsi dirkalniki enake možnosti za tekmovanje, toda že kmalu se je izkazalo, da so vsi konstruktorji izbrali maksimalno kapaciteto motorjev in težo dirkalnikov. Francoski proizvajalci so izračunali, da bi moralo biti razmerje med kompresijskimi in atmosferskimi motorji 1:1,75 oziroma 2,5 proti 4,5. Konstruktorji so izgubo delovne prostornine motorjev kompenzirali z višjimi obrati in razvojem superkompresorjev. Novi dirkalniki so porabili zelo veliko goriva, zato so kljub večjim rezervoarjem za gorivo potrebovali več postankov v boksih za gorivo. 
| Prostornina motorja | Maksimalna masa | Maksimalna masa   |
| Prostornina motorja | Atmosferski     | Superkompresorski |
| ------------------- | --------------- | ----------------- |
| 666 cm³             | -               | 400,000 kg        |
| 700 cm³             | -               | 406,555 kg        |
| 800 cm³             | -               | 425,835 kg        |
| 900 cm³             | -               | 445,115 kg        |
| 1000 cm³            | 400,000 kg      | 464,395 kg        |
| 1100 cm³            | 412,850 kg      | 483,675 kg        |
| 1200 cm³            | 425,700 kg      | 502,955 kg        |
| 1300 cm³            | 438,550 kg      | 522,235 kg        |
| 1400 cm³            | 451,400 kg      | 541,515 kg        |
| 1500 cm³            | 464,250 kg      | 560,795 kg        |
| 1600 cm³            | 477,100 kg      | 580,075 kg        |
| 1700 cm³            | 489,950 kg      | 599,355 kg        |
| 1800 cm³            | 502,800 kg      | 618,635 kg        |
| 1900 cm³            | 515,650 kg      | 637,915 kg        |
| 2000 cm³            | 528,500 kg      | 657,195 kg        |
| 2100 cm³            | 541,350 kg      | 676,475 kg        |
| 2200 cm³            | 554,200 kg      | 695,755 kg        |
| 2300 cm³            | 567,050 kg      | 715,035 kg        |
| 2400 cm³            | 579,900 kg      | 734,315 kg        |
| 2500 cm³            | 592,750 kg      | 753,595 kg        |
| 2600 cm³            | 605,600 kg      | 772,875 kg        |
| 2700 cm³            | 618,450 kg      | 792,155 kg        |
| 2800 cm³            | 631,300 kg      | 811,435 kg        |
| 2900 cm³            | 644,150 kg      | 830,715 kg        |
| 3000 cm³            | 657,000 kg      | 849,995 kg        |
| 3100 cm³            | 669,850 kg      | -                 |
| 3200 cm³            | 682,700 kg      | -                 |
| 3300 cm³            | 695,550 kg      | -                 |
| 3400 cm³            | 708,400 kg      | -                 |
| 3500 cm³            | 721,250 kg      | -                 |
| 3600 cm³            | 734,100 kg      | -                 |
| 3700 cm³            | 746,950 kg      | -                 |
| 3800 cm³            | 759,800 kg      | -                 |
| 3900 cm³            | 772,650 kg      | -                 |
| 4000 cm³            | 785,500 kg      | -                 |
| 4100 cm³            | 798,350 kg      | -                 |
| 4200 cm³            | 811,200 kg      | -                 |
| 4300 cm³            | 824,050 kg      | -                 |
| 4400 cm³            | 836,900 kg      | -                 |
| 4500 cm³            | 849,750 kg      | -                 |

### RazredGrand Prix
Mercedes-Benz
Po testiranju obeh možnosti, 4,5 in 3,0 litrskih motorjev, se je Mercedes-Benz odločil za superkompresorski 3,0 litrski V12 motor za nove dirkalnike Mercedes-Benz W154. Kot kompenzacija za manjšo delovno prostornino dirkalnikov, je bilo število prestav povečano na pet. Mercedesovo moštvo je veliko testiralo z različnimi položaji rezervoarja za gorivo, za ta namen so izdelali dve popolnoma različno oblikovani šasiji. Ferdinand Porsche je začel izdelovati 24-cilindrični 4,5 litrski atmosferski motor za primer, če bi se ta izkazal za boljšega. V dirkaški zasedbi so ostali Rudolf Caracciola, Manfred von Brauchitsch in Hermann Lang, Richard Seaman je ostal mladi dirkač, Walter Bäumer pa je bil novi rezervni dirkač. 
Auto Union
Pred začetkom sezone je v moštvu vladala zmeda. Hans Stuck je bil odpuščen, glavni dizajner Ferdinand Porsche je zapustil moštvo, glavni zvezdnik moštva Bernd Rosemeyer pa se je smrtno ponesrečil v začetku leta. Robert Eberan von Eberhorst je zasnoval 3,0 litrski V12 superkompresorski dirkalnik Auto Union Typ D za nova pravila. Ob začetku sezone sta bila glavna dirkača Rudolf Hasse in Hermann Paul Müller, Christian Kautz mladi dirkač, Ulrich Bigalke in Eward Kluge pa rezervna dirkača. Kasneje je v moštvo prestopil Tazio Nuvolari, vrnil se je tudi Stuck.
Alfa Romeo
1. januarja 1938 je bil dirkaški oddelek Alfa Romeo, Scuderia Ferrari, razpuščen. Tovarniško moštvo je nastopalo ponovno pod imenom Alfa Corse, Enzo Ferrari je ostal športni direktor, Wilfredo Ricard pa je bil glavni konstruktor. Slednji je izdelal nov dirkalnik po zgledu lanskega Alfa Romeo 12C-37, z boljšim oprijemom s stezo. Izdelali so tudi tri različne 3,0 litrske motorje, straight-8, V12 in V16, zaradi česar so trpeli ostali razvojni programi. Tazio Nuvolari, Alfin glavni dirkač, je zapustil moštvo po prvi dirki, Antonio Brivio se je upokojil, tako da so bili glavni dirkači Giuseppe Farina, Mario Tadini in Carlo Pintacuda, Clemente Biondetti, Eugenio Siena, Emilio Villoresi in Raymond Sommer pa so nastopali občasno. Sredi sezone se je moštvu pridružil tudi Jean-Pierre Wimille. 
Maserati
V začetku leta 1938 je tovarno prevzel premožni industrialist Adolfo Orsi in jo premaknil v Modeno. Njegov sin Omer Orsi je postal športni direktor, bratje Maserati pa so ostali v moštvo s pogodbo za deset let. Tovarniško Maseratijevo moštvo se je na dirke vrnilo z novim 3,0 litrskih dirkalnikom Maserati 8CTF, ki se je izkazal za zelo hitrega, saj se je lahko kosal s hitrostjo dirkalnikov obeh nemških moštev, toda bil je zelo krhek. V dirkaški zasedbi so bili Carlo Felice Trossi, Goffredo Zehender, Luigi Villoresi in Achille Varzi. 
Delahaye
Moštvo Ecurie Bleue je bilo poltovarniško moštvo za Delahaye, ki je razvil nov 4,5 litrski V12 motor za dirkalnik Delahaye 155. V dirkaški zasedbi sta bila René Dreyfus in Gianfranco Comotti. Moštvo se je med sezono borilo za subvencijo francoskega avtomobilskega združenja. Ker to ni uspelo, so se preselili v Monako in bojkotirali dirko za Veliko nagrado Francije. 
Bugatti
Leta 1937 je moštvo prejelo 400.000 frankov subvencije od komiteja Fonds de Course za nadaljnji razvoj. Razvili so nov 3,0 litrski motor, ki je temeljil na motorju dirkalnika 50B. S tem motorjem so opremili dirkalni s šasijo T59, zato se je dirkalnik imenoval T59/50B3. Edini dirkač moštva je bil še vedno Jean-Pierre Wimille. 
Talbot
V začetku leta 1938 je Tony Lago napovedal razvoj 3,0 litrskega V16 motorja za dirkanje in takoj prejel subvencijo 600.000 frankov od komiteja Fonds de Course. Takega motorja niso nikoli izdelali, so pa povečali prostornino 4,0 litrskega motorja športnih dirkalnikov na 4,5 litra. Začeli so z razvojem dveh novih modelov dirkalnikov, med tem pa so dirkali s predelano šasijo športnega dirkalnika Talbot T150C.

### RazredVoiturette
Alfa Romeo
7. avgusta 1938 se je Alfa Romeo vrnila na dirke tipa Voiturette z novim 8-cilindričnim dirkalnikom Alfa Romeo 158. Z njimi je nastopalo le tovarniško moštvo Alfa Corse, v dirkaški zasedbi so bili Emilio Villoresi, Clemente Biondetti, Francesco Severi, Raymond Sommer in kot testni dirkač še Attilio Marinoni.
Maserati
Po prevzemu s strani Adolfa Orsija, se je moštvo posvečalo tako razredu Grand Prix, kot tudi Voiturette. Nastopali so z novimi različicami dirkalnikov 4CM in 6CM z novim vzmetenjem in izboljšano šasijo. Za tovarniško moštvo so nastopali Aldo Marazza, Carlo Felice Trossi in Giovanni Rocco. Luigi Villoresi je sezono začel v moštvu Scuderia Ambrosiana, kasneje pa je tudi on prestopil v tovarniško moštvo. Z Maseratiji je dirkalo tudi več dirkačev privatnikov, tudi Paul Pietsch in Armand Hug, ki je dosegel dve zmagi. 
ERA
ERA je porabila večino sredstev za dirkalnik razreda Grand Prix. Ker se je izkazalo, da dirkalnik ne bi bil konkurenčen, so se jeseni 1938 odločili, da dirkalnik ERA E dokončajo za razred Voiturette. V moštvu je bilo dovolj denarja le za nadgradnjo enega dirkalnika ERA C, ki je bil poimenovan ERA D. Moštvo White Mouse Stable je kupilo dirkalnik ERA C za Princa Biro, z dirkalniki je dirkalo še več privatnikov, tudi Arthur Dobson, Reggie Tongue in od sredine sezone še Johnnie Wakefield.

## Dirkači in moštva
| Konstruktor   | Moštvo                 | Šasija                     | Motor                                         | Glavni dirkači          | Mladi dirkači   | Nadomestni dirkači                                               |
| ------------- | ---------------------- | -------------------------- | --------------------------------------------- | ----------------------- | --------------- | ---------------------------------------------------------------- |
| Mercedes-Benz | Daimler-Benz AG        | W154                       | 3000 cm³ V12 superkompresorski                | Rudolf Caracciola       | Richard Seaman  | Walter Bäumer                                                    |
| Mercedes-Benz | Daimler-Benz AG        | W154                       | 3000 cm³ V12 superkompresorski                | Manfred von Brauchitsch | Richard Seaman  | Walter Bäumer                                                    |
| Mercedes-Benz | Daimler-Benz AG        | W154                       | 3000 cm³ V12 superkompresorski                | Hermann Lang            | Richard Seaman  | Walter Bäumer                                                    |
| Auto Union    | Auto Union AG          | Typ D                      | 3000 cm³ V12 superkompresorski                | Hermann Paul Müller     | Christian Kautz | Ulrich Bigalke Eward Kluge                                       |
| Auto Union    | Auto Union AG          | Typ D                      | 3000 cm³ V12 superkompresorski                | Rudolf Hasse            | Christian Kautz | Ulrich Bigalke Eward Kluge                                       |
| Auto Union    | Auto Union AG          | Typ D                      | 3000 cm³ V12 superkompresorski                | Tazio Nuvolari          | Christian Kautz | Ulrich Bigalke Eward Kluge                                       |
| Auto Union    | Auto Union AG          | Typ D                      | 3000 cm³ V12 superkompresorski                | Hans Stuck              | Christian Kautz | Ulrich Bigalke Eward Kluge                                       |
| Alfa Romeo    | Alfa Corse             | Tipo 308 Tipo 312 Tipo 316 | 3000 cm³ straight-8/V12/V16 superkompresorski | Giuseppe Farina         |                 | Clemente Biondetti Eugenio Siena Emilio Villoresi Raymond Sommer |
| Alfa Romeo    | Alfa Corse             | Tipo 308 Tipo 312 Tipo 316 | 3000 cm³ straight-8/V12/V16 superkompresorski | Mario Tadini            |                 | Clemente Biondetti Eugenio Siena Emilio Villoresi Raymond Sommer |
| Alfa Romeo    | Alfa Corse             | Tipo 308 Tipo 312 Tipo 316 | 3000 cm³ straight-8/V12/V16 superkompresorski | Carlo Maria Pintacuda   |                 | Clemente Biondetti Eugenio Siena Emilio Villoresi Raymond Sommer |
| Alfa Romeo    | Alfa Corse             | Tipo 308 Tipo 312 Tipo 316 | 3000 cm³ straight-8/V12/V16 superkompresorski | Jean-Pierre Wimille     |                 | Clemente Biondetti Eugenio Siena Emilio Villoresi Raymond Sommer |
| Maserati      | Officine A. Maserati   | 8CTF                       | 3000 cm³ Straight-8 superkompresorski         | Carlo Felice Trossi     |                 |                                                                  |
| Maserati      | Officine A. Maserati   | 8CTF                       | 3000 cm³ Straight-8 superkompresorski         | Goffredo Zehender       |                 |                                                                  |
| Maserati      | Officine A. Maserati   | 8CTF                       | 3000 cm³ Straight-8 superkompresorski         | Luigi Villoresi         |                 |                                                                  |
| Maserati      | Officine A. Maserati   | 8CTF                       | 3000 cm³ Straight-8 superkompresorski         | Achille Varzi           |                 |                                                                  |
| Delahaye      | Ecurie Bleue           | 155                        | 4500 cm³ V12 atmosferski                      | René Dreyfus            |                 |                                                                  |
| Delahaye      | Ecurie Bleue           | 155                        | 4500 cm³ V12 atmosferski                      | Gianfranco Comotti      |                 |                                                                  |
| Bugatti       | Automobiles E. Bugatti | T59/50B3                   | 4500 cm³ V12 atmosferski                      | Jean-Pierre Wimille     |                 |                                                                  |
| Talbot        | Talbot Darracq         | T150C                      | 4500 cm³ V12 atmosferski                      | Philippe Étancelin      |                 |                                                                  |
| Talbot        | Talbot Darracq         | T150C                      | 4500 cm³ V12 atmosferski                      | René Carrière           |                 |                                                                  |

## Velike nagrade

### Prvenstvene dirke
| Št | Velika nagrada          | Dirkališče  | Datum         | Zmag. dirkač            | Zmag. moštvo  | Poročilo |
| -- | ----------------------- | ----------- | ------------- | ----------------------- | ------------- | -------- |
| 1  | Velika nagrada Francije | Reims-Gueux | 3. julij      | Manfred von Brauchitsch | Mercedes-Benz | Poročilo |
| 2  | Velika nagrada Nemčije  | Nürburgring | 24. julij     | Richard Seaman          | Mercedes-Benz | Poročilo |
| 3  | Velika nagrada Švice    | Bremgarten  | 21. avgust    | Rudolf Caracciola       | Mercedes-Benz | Poročilo |
| 4  | Velika nagrada Italije  | Monza       | 11. september | Tazio Nuvolari          | Auto Union    | Poročilo |

### Pomembnejše neprvenstvene dirke
| Velika nagrada                | Dirkališče     | Datum       | Zmag. dirkač          | Zmag. moštvo  | Poročilo |
| ----------------------------- | -------------- | ----------- | --------------------- | ------------- | -------- |
| Grand Prix de Pau             | Pau            | 10. april   | René Dreyfus          | Delahaye      | Poročilo |
| Campbell Trophy               | Brooklands     | 18. april   | Princ Bira            | ERA           | Poročilo |
| Velika nagrada Corka          | Carrigrohane   | 23. april   | René Dreyfus          | Delahaye      | Poročilo |
| Velika nagrada Tripolija      | Mellaha        | 15. maj     | Hermann Lang          | Mercedes-Benz | Poročilo |
| Velika nagrada Gávee          | Gávea          | 29. maj     | Arthur Nascimento     | Alfa Romeo    | Poročilo |
| Velika nagrada Frontieresa    | Chimay         | 5. junij    | Maurice Trintignant   | Bugatti       | Poročilo |
| Velika nagrada Ria de Janeira | Gávea          | 12. junij   | Carlo Maria Pintacuda | Alfa Romeo    | Poročilo |
| Coppa Ciano                   | Montenero      | 7. avgust   | Hermann Lang          | Mercedes-Benz | Poročilo |
| Coppa Acerbo                  | Pescara        | 15. avgust  | Rudolf Caracciola     | Mercedes-Benz | Poročilo |
| Junior Car Club 200 mile race | Brooklands     | 27. avgust  | Johnny Wakefield      | ERA           | Poročilo |
| Mountain Championship         | Brooklands     | 15. oktober | Raymond Mays          | ERA           | Poročilo |
| Velika nagrada Doningtona     | Donington Park | 22. oktober | Tazio Nuvolari        | Auto Union    | Poročilo |

## Dirkaško prvenstvo
| Poz | Dirkač                  | FRA | NEM | ŠVI | ITA | Toč |
| --- | ----------------------- | --- | --- | --- | --- | --- |
| 1   | Rudolf Caracciola       | 2   | 2   | 1   | 3   | 8   |
| 2   | Manfred von Brauchitsch | 1   | Ret | 3   | Ret | 15  |
| 3   | Hermann Lang            | 3   | Ret | 10  | Ret | 17  |
| 4   | Richard Seaman          |     | 1   | 2   | Ret | 18  |
| 5   | Tazio Nuvolari          |     | Ret | 9   | 1   | 20  |
| =   | Hans Stuck              |     | 3   | 4   | Ret | 20  |
| =   | Hermann Paul Müller     |     | 4   | Ret | Ret | 20  |
| 8   | Giuseppe Farina         |     | Ret | 5   | 2   | 21  |
| 9   | René Dreyfus            |     | 5   | 8   |     | 24  |
| =   | Pietro Ghersi           |     | 8   |     | 5   | 24  |
| 11  | Jean-Pierre Wimille     | Ret |     | 7   | Ret | 25  |
| 12  | Piero Taruffi           |     | Ret | 6   | Ret | 26  |
| 13  | Clemente Biondetti      |     | Ret |     | 4   | 27  |
| 14  | René Carrière           | 4   |     |     |     | 28  |
| =   | Christian Kautz         | Ret |     | Ret | Ret | 28  |
| =   | Rudolf Hasse            | Ret | Ret |     |     | 28  |
| =   | Paul Pietsch            |     | 6   |     |     | 28  |
| =   | Renato Balestrero       |     | 7   |     |     | 28  |
| =   | Franco Cortese          |     | 9   |     |     | 28  |
| =   | Raph                    |     |     | 11  |     | 28  |
| =   | Emilio Romano           |     |     | 12  |     | 28  |
| =   | Max Christen            |     |     | 13  |     | 28  |
| =   | Edoardo Teagno          |     |     | 14  |     | 28  |
| 24  | Philippe Étancelin      | Ret |     |     |     | 29  |
| =   | Arthur Hyde             |     | Ret |     |     | 29  |
| 26  | Adolfo Mandirola        |     |     | Ret |     | 30  |
| =   | Giovanni Minozzi        |     |     | Ret |     | 30  |
| =   | Luigi Villoresi         |     |     |     | Ret | 30  |
| =   | Goffredo Zehender       |     |     |     | Ret | 30  |
| =   | Vittorio Belmondo       |     |     |     | Ret | 30  |
| 31  | Eugène Chaboud          | Ret |     |     |     | 31  |
| =   | Toulo de Graffenried    |     | Ret |     |     | 31  |
| =   | Franco Comotti          |     | Ret |     |     | 31  |
| =   | Herbert Berg            |     | Ret |     |     | 31  |
| =   | Jstván de Sztriha       |     |     | Ret |     | 31  |
| 36  | Carlo Felice Trossi     |     |     |     | DSQ | 32  |
| Poz | Dirkač                  | FRA | NEM | ŠVI | ITA | Toč |

| Barva     | Rezultat                    | Točke |
| --------- | --------------------------- | ----- |
| Zlata     | Zmagovalec                  | 1     |
| Srebrna   | Drugi                       | 2     |
| Bronasta  | Tretji                      | 3     |
| Zelena    | Prevozil več kot 75% dirke  | 4     |
| Modra     | Prevozil med 50% in 75%     | 5     |
| Vijolična | Prevozil med 25% in 50%     | 6     |
| Rdeča     | Prevozil manj kot 25% dirke | 7     |
| Črna      | Diskvalificiran             | 8     |
| Prazna    | Ni dirkal (DNP)             | 8     |